# Globicornis nigripes
Globicornis nigripes är en skalbaggsart som först beskrevs av Fabricius 1792.  Globicornis nigripes ingår i släktet Globicornis, och familjen ängrar. Enligt den svenska rödlistan är arten nära hotad i Sverige. Arten förekommer på Öland och Götaland. Artens livsmiljö är skogslandskap, jordbrukslandskap.